# Lenka Baarová
Lenka Baarová (* 10. září 1978 Prachatice, Československo) je česká sólová flétnistka.
Vystudovala konzervatoř u jednoho z nejvýznamnějších flétnových pedagogů prof. Františka Malotína. Studia ukončila v roce 2000 a krátce poté dostala nabídku vystoupit s orchestrem Národního divadla na koncertě pro UNICEF. Od té doby vystupuje jako sólová interpretka za klavírního doprovodu Jana Niederleho či orchestru Baarova Festival Orchestra.